# Praga-Południe
Praga-Południe (deutsch: Praga-Süd) ist ein Stadtbezirk der polnischen Hauptstadt Warschau auf der östlichen Seite der Weichsel. Er gehört zum Gebiet der ehemaligen Stadt Praga, die die älteren Vorstädte Warschaus östlich des Flusses umfasste.

## Geschichte
Das Gebiet des heutigen Stadtbezirks Praga-Południe ist mindestens seit dem 7. Jahrhundert besiedelt. Die Siedlungsspuren sind älter als die in Warschau selbst gefundenen, das morastige und oft überflutete Gebiet wurde aber mit der Gründung von Warschau aufgegeben. Seit dem 16. Jahrhundert wurde es erneut besiedelt, aber auf Grund fehlender Absprachen mit Warschau gab es bis in das 19. Jahrhundert keine feste Brücke über die Weichsel und der Vorort blieb unbedeutend.
Praga-Południe entwickelte sich vergleichbar dem gesamten Gebiet von Praga. Ein Teil von Praga-Południe wurde im 17. Jahrhundert als Militärlager genutzt. Im 18. Jahrhundert wurde ein Teil des Gebietes als Saska Kępa (wörtlich übersetzt: Sächsische Riesen) nach den dort stationierten sächsischen Wachsoldaten des Königs von Polen bezeichnet.
Bis in das frühe 20. Jahrhundert behielt die Gegend ihren ländlichen Charakter, sie wurde erst 1916 Teil von Warschau. Bald war sie einer der am schnellsten wachsenden Stadtteile von Warschau und der Stadtteil Saska Kępa wurde ihr Zentrum. In den 1920er und 1930er Jahren wurde es eine beliebte Villengegend für Warschaus Mittelschicht.
Während und nach dem Zweiten Weltkrieg blieb der Stadtbezirk von Zerstörung weitgehend verschont. Entgegen einigen anderen Plänen unterblieb auch eine Industrialisierung, was dem Stadtbezirk viel von seinem ursprünglich ruhigen und friedvollen Charakter erhielt. Zurzeit gibt es einige Viertel, in denen aufwendig gestaltete Wohngebäude errichtet werden, aber die Behörden planen keinen weiteren Ausbau und möchten den Charakter des Stadtbezirks erhalten.
Abgesehen von der Architektur von Saska Kępa gehören der Skaryszew-Park, der Kamionek-See und das Naturschutzgebiet Olszynka Grochowska zu den Anziehungspunkten des Stadtbezirks. Auch das Gefechtsfeld der im Jahre 1831 geschlagenen Schlacht bei Grochów sowie der kleine Wierzbicki-Palast liegen innerhalb des Stadtbezirks.